# Singapore Commodity Exchange
Die Singapore Commodity Exchange (SICOM) ist ein zentralisierter und regulierter Marktplatz für Rohstoff-Futures in Singapur. Die heutige Terminbörse wurde 1994 von der RAS Commodity Exchange, der Nachfolgeorganisation der Rubber Association of Singapore, an der seit den 1920er Jahren Gummi-Futures gehandelt wurden, umbenannt.

## Geschichte
Seit die Singapore Exchange im Jahr 2008 die Mehrheit der SICOM übernommen hat, fungiert die Singapore Commodity Exchange heute als Tochterfirma und Teilbereich der SGX.